# 鄧禹
鄧 禹（とう う、2年 - 58年）は、後漢の武将。字は仲華（ちゅうか）。南陽郡新野県（河南省南陽市新野県）の人（『後漢書』列伝6・本伝）。光武帝の功臣であり、「雲台二十八将」の筆頭に序せられる（『後漢書』列伝12）。

## 略歴
13歳にしてよく『詩経』を誦し、数年間長安で学んだ。同じ頃長安で遊学していた劉秀と親交を結んだ。更始帝こと劉玄の挙兵当時、鄧禹を推挙する者が多かったが、鄧禹は出仕しなかった。
更始元年（23年）、劉玄の部将であった劉秀が河北に派遣されることを聞き、鄧禹はこれを追って鄴で劉秀と合流した。爾来、劉秀に重用されることとなった。河北で精鋭数千人を徴して劉子輿こと王郎の軍を破り、さらに銅馬と称する農民反乱集団にしばしば大勝して敵将を生け捕りにした。これにより河北がほぼ平定された。
更始2年（24年）、赤眉軍が西進して長安に攻め入り、劉玄がこれを迎撃するに及び、劉秀は隙に乗じて関中を併せようとした。劉秀自身は中原の経略に専念するため、鄧禹を前将軍として節を授け、麾下の精兵の半分にあたる2万人を与えて関中侵攻を任せた。
建武元年（25年）、河東郡で劉玄の大将軍樊参の兵数万、王匡・成丹・劉均らの兵十余万を撃って平定し、地方官の配置換えにより支配を徹底した。劉秀が即位すると鄧禹は大司徒を拝命し、酇侯に封ぜられ、食邑1万戸を授けられた。引き続き征西軍を指揮した。
建武2年（26年）、代わって梁侯に封ぜられ、食邑四県。当時、関中は赤眉の乱のために荒廃しており、鄧禹の征西軍は厳正に軍紀を糺していたために衆望を集めた。一日に降伏する者は千人を数え、軍勢は百万に達すると称した。時に赤眉軍は兵糧を切らして西に向かい、鄧禹はその間隙に長安を奪取した。
また、漢中から関中に侵入した、当時の群雄の一人の延岑と藍田で交戦して勝てなかった一方、劉玄により漢中王に封ぜられていた劉嘉を受降した。しかし、劉嘉の部将の李宝を非礼として斬ったためにその弟に叛かれ、さらに長安に戻って来た赤眉軍との戦闘で部将の造反や食糧不足など悪条件が重なって敗れたため、劉秀は鄧禹を馮異と替えることとする。鄧禹は征西の任務を受けて功を遂げなかったことを恥じ、飢えた兵で赤眉に挑んだが敗戦を繰り返した。
建武3年（27年）、東に帰る途中で馮異軍に出遭った鄧禹はなおも赤眉と戦わんとし、馮異を巻き込んで大敗した。鄧禹は敗走し、馮異は敗軍をまとめて再度赤眉と戦い、これを破る。鄧禹は敗残の二十四騎とともに劉秀と合流して大司徒と梁侯の印綬を返上し、劉秀は大司徒を免じ梁侯はそのままにした。数月の後、右将軍を拝命した。
建武4年（28年）、延岑を南陽に破り漢中へ敗走させ、その残党を投降させた。建武13年（37年）、天下が定まり、高密侯に封じられた。劉秀が文治政治に乗り換えると、左将軍賈復と共に臨時職である右将軍を辞して劉秀の意に沿う。また、特進として朝請を奉じた。建武中元1年（56年）、司徒を代行し、東への巡狩に随行し泰山での封禅に立ち会った。建武中元2年（57年）、明帝の太傅を務め、賓客として遇された。
永平1年（58年）に、57歳で逝去し、長男の鄧震が後を継いだ。元侯（つまり高密元侯）と諡された。鄧震の弟の鄧襲を昌安侯、鄧珍を夷安侯、鄧鴻は小侯に封じられた。また、鄧禹の弟の鄧寛は明親侯に封じられた。

## 人柄・逸話
- 鄧禹が鄴で劉秀軍に参加した際に、劉秀の「先生がお越し下さったのは、私に仕えたいからか？」という問いに「明公が威徳を天下に広め、私はわずかの功を立てて史書に名を残そうと願うだけです」と答えて劉秀を笑わせた。この応酬から、両人が気心の知れた間柄であったことが窺われる。
- 劉秀は部将の人選を鄧禹に諮ることが多く、彼に推挙された者（賈復・銚期・呉漢・寇恂）はみな有能であり、劉秀は鄧禹に人を見る目があるとした。また劉秀が鄧禹に関中攻めの別働隊の指揮を任せるにあたり、その沈着で度量の大きいことを理由とした。大司徒を拝命した際の劉秀の詔に「朕とともに帷幄で謀を巡らし、勝利を千里に決す」とあることから、鄧禹は漢初の張良に擬せられたとみられる。また詔では孔子の弟子の顔回にも例えられている。
- 「教養・篤行を備え、母に仕えては至孝。天下が定まってからは権勢や利殖を避け、子の教育を重んじ、帝の信任は厚かった」と評される。

## 子孫
孫に鄧騭（護羌都尉鄧訓の子）がある。また、孫娘の鄧綏（鄧騭の妹）が和帝の皇后、玄孫娘の鄧猛女が桓帝の皇后となっている。なお、末裔に三国時代の蜀漢の武将鄧芝や、曹魏の政治家鄧颺がいる。